# FC Vilnius
Der FC Vilnius war ein litauischer Fußballverein aus der Hauptstadt Vilnius. Die Vereinsfarben waren Rot-Weiß.

## Geschichte
Der Verein wurde am 4. Januar 2001 unter dem Namen FK Sviesa Vilnius gegründet und trat 2002 erstmals in der zweiten Liga an, wo auf Anhieb der vierte Tabellenplatz erreicht wurde. Da Tabellenzweiter Polonija Vilnius (Farmteam von Žalgiris Vilnius) und -dritter Jėgeriai Kaunas (Farmteam von FBK Kaunas) nicht aufstiegsberechtigt waren, trat die Mannschaft gegen den Vorletzten der A Lyga, Geležinis Vilkas Vilnius, in den Relegationsspielen an. Einem 1:0-Heimerfolg folgte eine 1:2-Auswärtsniederlage, was bedeutete, dass gemäß der Auswärtstorregel der Aufstieg gefeiert werden konnte.
In der ersten Erstligasaison erreichte der Klub den vorletzten Platz, der allerdings keine Relegationsspiele mehr nach sich zog. 2004 erfolgte die Umbenennung in FC Vilnius. Unter dem neuen Namen beendete die Mannschaft die Saison 2004 zwar abgeschlagen am Tabellenende, da die Liga jedoch von acht auf zehn Mannschaften erweitert wurde, blieb der Verein erstklassig.
2005 gelang mit dem fünften Platz das beste Ergebnis der Vereinsgeschichte, ein Jahr später wurde die Mannschaft Siebter.
Nach dem Abstieg aus der ersten Liga in der Saison 2007 wurde man im folgenden Jahr Achter in der zweitklassigen 1 Lyga. Im Anschluss an die Saison wurde der Spielbetrieb im Profifußball eingestellt.

## Bekannte Spieler
- Paulinho
- Rodnei